# Feliniopsis nigribarbata
Feliniopsis nigribarbata là một loài bướm đêm trong họ Noctuidae.